# Тоїмару
Тоїмару (яп. 問丸, といまる, «крамниця за запитом»） — різновид підприємств і підприємців у середньовічній Японії, які займалися посередницькими послугами, перевезенням товарів і коштів, зберіганням речей, гуртовим збутом товарів тощо.
З 14 століття називалися тоїя (問屋), а з 17 століття — тон'я.

## Короткі відомості
Тоїмару беруть початок з 11 століття. Їхнім прототипом були адміністратори приватних землеволодінь сьоенів. Власники сьоенів покладали на цих адміністраторів обов'язок зберігати натуральну данину, зібрану з земель і пересилати її власнику в разі потреби. Наприкінці 11 століття такі адміністратори стали організовувати власні підприємства з продажу надлишків данини. Контори цих підприємств розташовувалися зазвичай у приморських районах.
У 14 столітті адміністратори сьоенів еволюціонували у підприємців-посередників тоїмару, які займалися зберіганням продукції, її перевезенням і продажем від імені товаровиробників. Вони укладали договори з різними землевласниками і купцями, беручи високу плату за здійснення торгової операції. На середину 15 століття контори тоїмару існували у всіх великих портах Японії: Хакаті, Сакаї, Хьоґо, Цурузі, Кувані тощо. Збільшення обсягу перевезень сприяло розвитку тоїмару, які з кінця 15 століття стали виконувати функції гуртових продавців. Вони також стали утримувати портові готелі для подорожуючий купців.
Більшість тоїмару створили власні купецькі корпорації у 16 — 17 століттях, які займалися продажем різноманітних товарів і послуг.